# Benthamiella pycnophylloides
Benthamiella pycnophylloides är en potatisväxtart som beskrevs av Carlos Luis Spegazzini. Benthamiella pycnophylloides ingår i släktet Benthamiella och familjen potatisväxter. Inga underarter finns listade i Catalogue of Life.